# Les Martines (Terrassa)
Les Martines és una urbanització de Terrassa, al sud-oest de la ciutat, que juntament amb les Carbonelles conforma un barri molt extens i de població disseminada adscrit al districte 4 o de Ponent. Està situada sota la carretera C-243c, o carretera de Martorell, a la zona boscosa de la serra de les Martines, i és travessada pels torrents de les Carbonelles i de les Martines, emissaris de la riera del Palau. És adjacent a la urbanització de Can Palet de Vista Alegre, a l'altra banda de la carretera, i, ja dins el terme municipal de Rubí, limita amb les urbanitzacions de Can Solà i Castellnou.
La part més acostada a la carretera de Martorell correspon a les Carbonelles, situades sota mateix de Vista Alegre, mentre que la que s'endinsa més a la serra que arriba fins als Quatre Vents són les Martines pròpiament dites.
Segons el cens del 2021, a les Martines i les Carbonelles hi residien 632 persones en una superfície de 3,02 km².
La primera casa d'aquesta barriada es va construir al començament de la dècada del 1950 i a partir d'aleshores se'n van edificar vora un centenar, totes d'una tipologia semblant, aïllades i voltades de terreny, únic requisit per poder-hi edificar segons l'antic pla general d'ordenació urbana. Depèn de la parròquia de la Sagrada Família, a Ca n'Aurell.
Tanmateix, la part més gran de la urbanització de les Martines correspon a la ciutat de Rubí.